# Thomas Bradley Harris

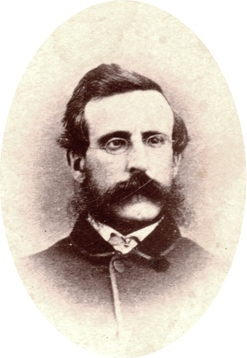
Thomas Bradley Harris (etwa 1862)

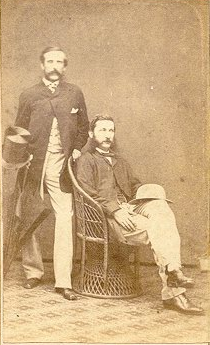
Harris und Torrey

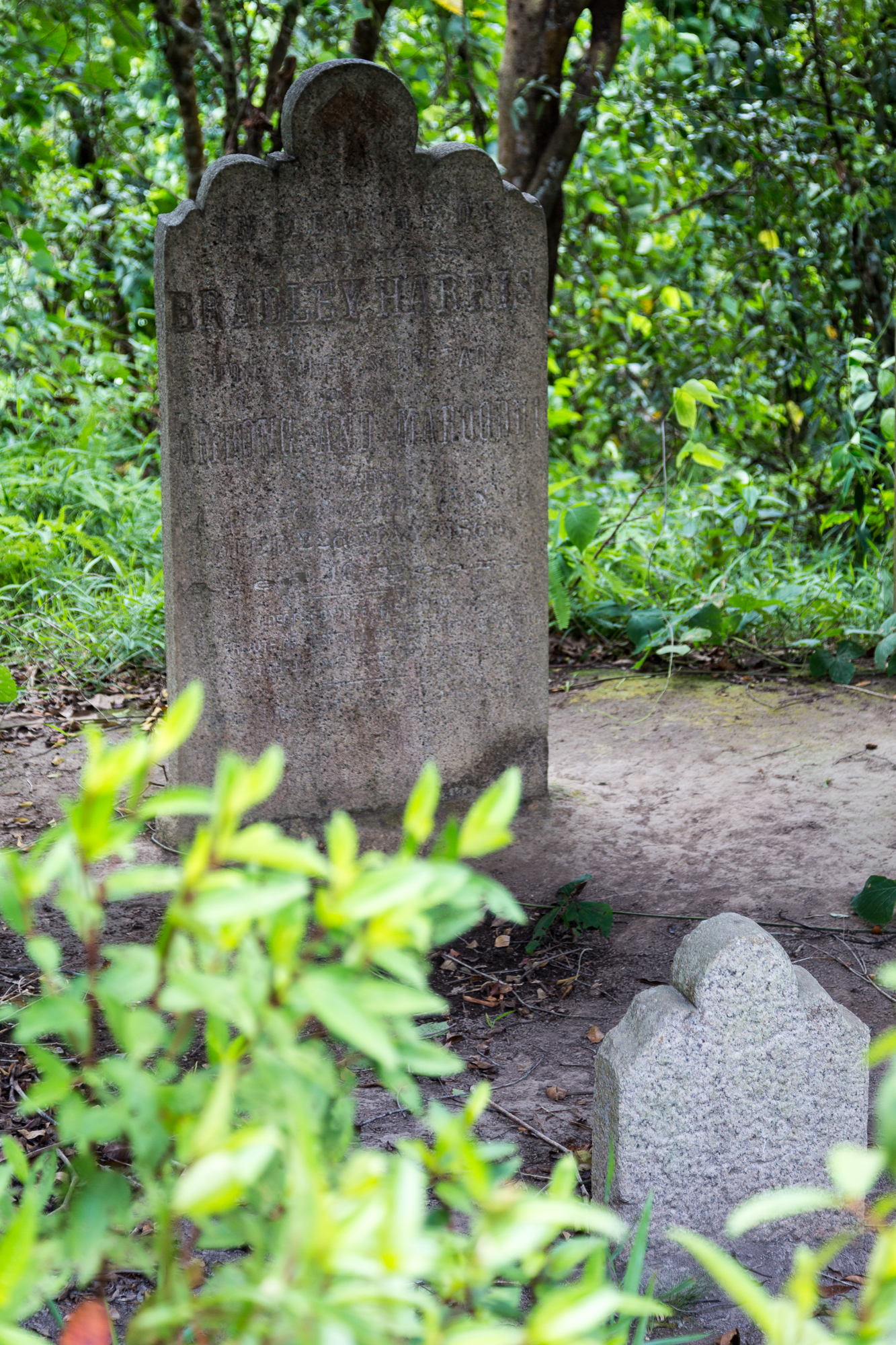
Grab von Harris auf dem „Governor’s Hill“ bei Kimanis

Thomas Bradley Harris (* 29. Oktober 1826, New York City, Vereinigte Staaten; † 22. Mai 1866 in Ellena, Borneo) war ein amerikanischer Kaufmann und Mitbegründer der amerikanischen Kolonie „Ellena“ auf der Insel Borneo.

## Leben in New York City
Thomas Bradley Harris wurde am 29. Oktober 1826 in New York geboren. Von Beruf Kaufmann betrieb er einen Handel für Schiffsausrüstung an der Ecke South Street und Maiden Lane, zuerst alleine, später mit seinem Geschäftspartner Nathan Gilette Pond. Die Geschäftsräume hatte bereits sein Vater im Jahr 1805 eröffnet. Unter anderem exportierte Harris & Pond große Mengen an Butter nach Hongkong. So erfolgreich war dieses Exportgeschäft, dass das Markenzeichen bald von anderen Exporteuren kopiert und auf die eigenen Waren geklebt wurde. 1862 verließ Harris New York, um in Hongkong eine eigene Niederlassung zu gründen und dem unlauteren Wettbewerb der Konkurrenz ein Ende zu setzen. Seine Frau Sarah Louisa geb. Seymour und seine Kinder ließ er in Walton zurück, wo sich bereits sein Vater James Harris nach seinem Ausscheiden aus der Firma im Jahr 1857 zur Ruhe gesetzt hatte.

## Gründung der Kolonie Ellena
Der amerikanische Konsul Charles Lee Moses hatte im August 1865 je einen 10-Jahres-Pachtvertrag mit dem Sultan von Brunei Abdul Mumin und mit dessen Thronfolger Pengiran Temenggung geschlossen, der ihm Landrechte in verschiedenen Gebieten im Norden von Borneo garantierte. Auf schnellen Gewinn bedacht, suchte der Konsul sofort im Anschluss an die Unterzeichnung des Pachtvertrages Käufer für seine Konzessionen.
Moses Angebot weckte das Interesse bei seinen Landsleuten Joseph William Torrey und Thomas Bradley Harris. Geblendet von überschwänglichen Berichten über ein Land, reich an Gold, Diamanten, Edelhölzern, Gewürzen und Schätzen, die nur darauf warteten, den Märkten von Hongkong und China zugeführt zu werden, kauften sie zusammen mit dem Chinesen Wo Hang die Konzessionen Moses’ am 9. September 1865 auf. Im Oktober gründeten Torrey und Harris zusammen mit den chinesischen Geldgebern Lee Assing und Pong Ampong – Wo Hang war bald nach dem Abschluss des Vertrags wieder aus der Unternehmung ausgeschieden – die American Trading Company of Borneo und beschlossen, eine Kolonie in der Gegend des heutigen Kimanis aufzubauen. Im Dezember 1865 gründete Torrey mit 12 Amerikanern und 60 Chinesen die Siedlung „Ellena“. Torrey wurde zum Herrscher und Gouverneur erhoben und erhielt den Titel „Rajah von Ambong und Marudu“, während Harris zum Vizegouverneur ernannt wurde. Der Plan, die Kolonie durch den Anbau von Zuckerrohr, Tabak und Reis für weitere Siedler attraktiv zu machen, scheiterte jedoch bereits nach kurzer Zeit. Schon 1866 wurde Ellena aufgrund fehlenden Kapitals, Mangel an Arbeitskräften, Aufständen unter den Arbeitern und schweren Krankheiten wieder aufgegeben.

## Harris’ Grab in Kimanis
Harris starb am 22. Mai 1866 im Alter von 40 Jahren nach einer abenteuerlichen Reise durch den Dschungel über den damals unbekannten Crocker Mountain Range bis nach Keningau am Fieber – ein damals geläufiger Ausdruck für Malaria. Sein Freund und Geschäftspartner Torrey ließ ihn auf dem Gipfel eines nahegelegenen Hügels begraben, der heute unter dem Namen Governor’s Hill bekannt ist. Harris hatte an den Hängen des Hügels sein Haus errichtet und einen Weg hinunter zur Anlegestelle am Fluss angelegt. Ein mächtiger Granitblock, von dem es heißt, dass es sechs Wasserbüffel bedurfte, um ihn in einer zweitägigen Anstrengung vom Steinbruch bis zum Grab zu schaffen, markiert seine letzte Ruhestätte. Auf diesen Grabstein ließ Torrey folgende Inschrift einschlagen:
|  | In Memory of Thomas Bradley Harris Hon. Chief Secretary of the Colony of Ambong and Maroodu. By Birth a Citizen of the U.S.A. Died 22nd May, 1866. Aged 40 Years. Erected by the Rajah A Tribute of Respect to the Memory of An Old, Faithful and Esteemed Friend. “After Life’s Fitful Fever, He Sleeps Well.” |

Der Sarg mit den sterblichen Überresten wurden kurze Zeit später exhumiert und in die USA gebracht.